# 잉그리드 이센세
잉그리드 이센세(Ingrid Isensee, 1974년 12월 31일 ~ )는 칠레의 배우이다.

## 출연 작품
- 카라디마 포레스트 (2015)
- 플랜츠 (2015)
- 섹스 라이프 오브 플랜츠 (2015)
- 엘 마고 (2014)
- 보이스 오버 (2014)
- 영 앤 와일드 (2011)
- 베이비 쇼워 (2011)
- 훌리오와 에밀리아 (2011)